# G.R.L.
G.R.L.是由Robin Antin创建的美国－英国－加拿大女子组合。该组合由Lauren Bennett、Natasha Slayton和Jazzy Mejia三位成员组成。原成员还包括Simone Battle，Emmalyn Estrada和Paula van Oppen。 
组合最初的阵容包括Slayton、Bennett、Estrada、Van Oppen和Simone Battle。他们首次亮相于《蓝精灵2》的配乐《Vacation》中。她们后续还出现在了Pitbull的《Wild Wild Love》这首取得国际性成功的歌曲中。该曲在美国排名前40，在英国排名前10，并获得了美国唱片业协会（RIAA）的白金认证。在成员Simone Battle自杀后不久，她们的第二首单曲《Ugly Heart》获得了国际性成功。这次自杀事件导致该组合只剩四人，激发了该组合发行她们的下一首单曲《Lighthouse》，以纪念已故成员Battle。组合于该曲2015年6月2日发布后不久解散。 
G.R.L.于2016年8月5日正式重组，新成员Jazzy Mejia与原成员Bennett和Slayton形成了三人组合。 

## 历史

### 2011－2012年：背景与阵容变化
2011年3月，Antin开始举行试镜，寻找新的女孩来取代小野猫离开的成员。2012年2月5日，新阵容首次亮相，与Danica Patrick一同现身超级碗，成为GoDaddy年度电视广告的一部分。“这次广告里的形象并不一定是这个组合的新面貌，”Robin Antin说道，“它美得惊艳，是一种有趣而又真实的性感。就是这样，但同样，这也是我们正在为Pussycat Dolls的接下来的生活所做的，女孩们都很年轻。这是一种鲜活的、年轻的能量。”广告中的官方照片中包含了五位成员：Lauren Bennett、Paula van Oppen、Vanessa Curry、Chrystina Sayers和Erica Kiehl Jenkins。 
2012年4月13日，Chrystina Sayers被宣布不再是新阵容的一员。  2012年7月，该组合被宣布由Bennett、Van Oppen和新成员Natalie Mejia、Amanda Branche、Natasha Slayton组成，从而确认了Jenkins退出组合。 2012年8月，宣传照片展示了“新”阵容，Simone Battle（来自美国《X音素》第一季）取代了Branche。 2012年11月，Emmalyn Estrada受聘后，有消息称Mejia不再是该组合的成员 。就这样G.R.L.的官方阵容形成了。 Mejia称她正在与她的丈夫期待他们第一个孩子的降生，鉴于自身状况，她选择离开组合。

### 2013－2014年：主流媒体成功、《G.R.L.》与Battle之死
2013年2月，Antin正式宣布这些女孩将作为一个全新的团体首次亮相，而不是取代小野猫组合离开的成员。 组合于4月在马尔蒙城堡酒店正式亮相。 6月16日，该组合发行首张单曲《Vacation》，该曲为《蓝精灵2》电影原声带的B面曲，其A面曲为布兰妮·斯皮尔斯《喔啦啦》。这首歌一经发布便于韩国Gaon音乐榜的一个全国性榜单中名列第97。 2013年9月10日，该组合与Claire's和西田购物中心合作，在纽约布鲁克林开启了为期一个月的宣传性巡演，与粉丝见面，做客广播电台，并在特定地点进行表演。 该组合在说唱歌手Pitbull的专辑《Globalization》与其合作的专辑首单《Wild Wild Love》取得了国际性成功。该曲在Billboard百强单曲榜最高排名第30，截至2015年3月在美国销售了767,000张。 这首歌在澳大利亚、比利时、印度尼西亚、挪威、英国排名前十，并在澳大利亚和加拿大获白金认证。 
在她们的组合成立后不久，她们宣称已经开始了她们首张录音室专辑的录制，参与者还有词曲作家与唱片制作人卢克博士、马克斯·马丁、Cirkut、Darkchild和Lukas Hilbert。然而，这张专辑被弃，转为发行同名迷你专辑。专辑首单《Ugly Heart》一经发布便于ARIA单曲排行榜排名第41，之后成为前十单曲，排名第二，成为该组合迄今为止最成功的单曲，并获澳大利亚唱片业协会（ARIA）四白金认证 。  该曲在澳大利亚2014年年度排行榜上排名第十，获白金认证；在新西兰官方音乐榜上最高排名第三。 
2014年9月5日，Battle在西好莱坞的家中被发现死亡。  洛杉矶郡验尸官中尉弗雷德·科拉尔在尸检后判定其为自杀。 第二天，组合通过Twitter发表声明说：“我们的沉痛之情无可言表。Simone天赋异禀，而又如此胸怀宽广。” 在接下来的推文中，她们说：“我们将带着她的回忆继续走下去。” 

### 2015年：《Lighthouse》、G.R.L. Gives an Hour活动与中断
Battle逝世后，该组合发布了她们的第一首单曲《Lighthouse》。与此同时，该组合宣布与Give an Hour（页面存档备份，存于）一同发起了名为“G.R.L. Gived an hour”的新活动，旨在提高公众对美国心理健康问题的认识。 G.R.L. Gives an Hour后来成为了米歇尔·奥巴马的Change Direction（页面存档备份，存于）的附属运动。 《Lighthouse》在澳大利亚单曲榜排名第30，在新西兰单单曲榜排名第18，在英国单曲排行榜排名第55（仅依据销量版本中排名第35），在苏格兰单曲榜排名第24。    
2015年10月，该组合在夏威夷为澳大利亚早间电视节目《Sunrise》表演时，透露她们将成为梅根·特雷纳That Bass Tour澳大利亚场4月27、28日的开场表演者。
2015年6月2日，RCA唱片、Kemosabe唱片、拉里·鲁道夫和Robin Antin发布联合声明，该组合正式解散，他们称：“在组合成员Simone Battle不幸离世的近9个月后，女团G.R.L.今日宣布解散。希望她们能够在各自的创新之路上继续努力，取得成功。" 

### 2016年至今：团体重组与新的音乐
2016年6月，该组合的新代表Matt Wynter通过Loco Talent的网站称，女孩们回归了。 预计G.R.L.的新单将在夏季发布。
2016年8月5日，Jazzy Mejia作为除Bennett和Slayton外的第三名成员加入G.R.L.，该团体正式成为了一个三人组合。 重组后的新G.R.L.成为了2016年9月澳大利亚Nickelodeon Slimefest的主角。
2016年8月28日，组合发布了她们的第一首宣传单曲《Kiss Myself》。
其行将上市的新专辑的首单《Are We Good》于9月9日发行，MV于2017年1月26日发布。
2018年5月，Jazzy Mejia在Twitter确认G.R.L.即将开始巡回演出。 巡演时间宣布为2019年2月，届时她们将与S Club 3、Big Brovaz和5ive一同在澳大利亚巡演。 然而，后来G.R.L.被证实不会进行这一巡演，但在Twitter上，她们表示希望不久后能够开展巡回演出。

## 艺术性质
G.R.L.是一个流行、青少年流行和R&B女子组合。|她们的新的音乐也受到了嘻哈音乐的影响。

## 成员时间表
| 成员 | 成员                         | 2012 | 2013 | 2014 | 2015 | 2016 | 2017 | 2018 | 2019 |
| ---- | ---------------------------- | ---- | ---- | ---- | ---- | ---- | ---- | ---- | ---- |
|      | Simone Battle (2012－2014)   |      |      |      |      |      |      |      |      |
|      | Emmalyn Estrada (2012－2015) |      |      |      |      |      |      |      |      |
|      | Paula van Oppen (2012－2015) |      |      |      |      |      |      |      |      |
|      | Lauren Bennett (2012至今)    |      |      |      |      |      |      |      |      |
|      | Natasha Slayton (2012至今)   |      |      |      |      |      |      |      |      |
|      | Jazzy Mejia (2016至今)       |      |      |      |      |      |      |      |      |

## 唱片
- 《G.R.L.（英语：G.R.L. (EP)）》(2014)

## 巡演
助阵
- That Bass Tour (梅根·特雷纳；2015)